# Либералы Лорье
Либералы Лорье (англ. Laurier Liberals, фр. Libéraux de Laurier) — принятое в историографии название одной из двух фракций Либеральной партии Канады, образовавшихся после раскола партии перед федеральными выборами 1917 года. Возглавлялась лидером оппозиции и бывшим премьер-министром Уилфридом Лорье. В отличие от второй фракции, либеральных юнионистов, отказалась поддержать юнионистское правительство Роберта Бордена и введение в Канаде воинского призыва в связи с Первой мировой войной.

## История
Перед федеральными выборами 1917 года премьер-министр консервативного правительства Роберт Борден предложил лидеру оппозиции Уилфриду Лорье создать коалиционное правительство военного времени. Лорье отказался войти в правительство, так как выступал против введённого консерваторами призыва на военную службу. Тем не менее, предложение Бордена вызвало раскол в Либеральной партии. В основном раскол прошёл по языковому признаку: отделения Либеральной партии и депутаты Палаты общин в англоязычных провинциях в основном поддержали премьера, тогда как во Французской Канаде большинство либералов приняло сторону Лорье. Тем не менее на стороны Лорье выступил и ряд англофонов — в частности, будущий премьер-министр Уильям Лион Макензи Кинг.
В избирательных бюллетенях юнионисты были отмечены как «Правительство», а либералы Лорье — как «Оппозиция». По итогам выборов, прошдших 17 декабря 1917 года, либералам Лорье удалось завоевать 82 из 235 мест в Палате общин Канады:
- 62 — в Квебеке;
- 1 — в Альберте;
- 1 — в Манитобе, в избирательном округе с большим числом франкоязычных;
- 5 — в Нью-Брансуике;
- 4 — в Новой Шотландии;
- 2 — на острове Принца Эдуарда;
- 8 — в Онтарио.

Таким образом, большинство либералов Лорье было избрано во Французской Канаде, а в англоязычных провинциях им удалось занять всего 20 мест. После выборов Уилфрид Лорье был вновь назначен лидером оппозиции. В 1919 году он умер, его сменил Макензи Кинг.
История либералов Лорье подошла к концу в 1921 году, когда либеральные юнионисты разорвали свою союз с консерваторами и вернулись в Либеральную партию. Под руководством Макензи Кинга либералам удалось выиграть федеральные выборы 1921 года и сформировать правительство меньшинства..